# Bibliothèque nationale du Gabon
La bibliothèque nationale du Gabon est une bibliothèque nationale située à Libreville au Gabon,.

## Présentation
La bibliothèque nationale du Gabon a été fondée le 11 novembre 1969  en même temps que les archives nationales (décret N°866/PR du 11 novembre 1969).
La bibliothèque nationale devient une direction à part entière en 1992 (décret N°1939/PR/PM du 7 novembre 1992).
La Direction de la Bibliothèque Nationale du Gabon compte quatre services (décret N°670/PR/PM du 16 mai 2011 portant réorganisation de la DGABD): 
-  Service d'accueil, de référence et d'orientation du public
- Service du dépôt légal, des entrées et de la bibliographie nationale
- Service des imprimés et des documents spéciaux
- Service des périodiques
La Direction de la Bibliothèque nationale dispose de droits d'auteur gratuits depuis 1971 (décret N°48/PR du 18 février 1971 instituant le régime du Dépôt Légal) et est l'organisme responsable de la numérotation ISBN/ISSN des publications au Gabon.
La Bibliothèque nationale est administrativement une unité relevant de la Direction Générale des Archives Nationales, de la Bibliothèque Nationale et de la Documentation Gabonaise (DGABD).
La Bibliothèque nationale et l'administration qui la supervise ont la même adresse postale,.
Les différents directeurs de la Bibliothèque Nationale du Gabon:
- 1975-1976: Ngari Ngomez Etienne
- 1980-1990: Amoughe Mba
- 1990-1997: Angoune Nzoghe Jérôme
- 1997-2016: Moudodo Jean Michel
- 2019- : Mouele Félix